# Jordan IV de L'Isle-Jourdain
Jordan IV (1224 – 1288) è stato signore di L'Isle-Jourdain e vassallo di Alfonso di Poitou.

## Biografia
Fu un crociato durante le crociate italiane dei guelfi contro i ghibellini. Il suo genero fu Amalrico II di Narbona, il quale condusse le armate di Firenze e quelle di d'Angiò nella Battaglia di Campaldino nel 1289. Suo fratello era il prevosto di Tolosa.
Già prima delle sue attività in Italia Jordan (Jourdan in occitano contemporaneo) partecipa ad un torneyamen, un torneo poetico, con Guiraut Riquier, Raimon Izarn e Paulet de Marseilla.
Nel 1266, dopo aver compilato un testamento, porta con sé un contingente di cavalieri e balestrieri in Italia per aiutare Carlo d'Angiò. Viene elogiato da papa Clemente IV e infeudato del Principato e della Calabria da Carlo, ma presto ritorna in Guascogna. Carlo  lo ammonisce di ritornare, altrimenti i suoi feudi saranno confiscati e i titoli revocati, ma indugia fino all'ottobre del 1282, quando ritorna con una nuova banda di soldati.
Nel 1285, si unisce a Filippo III di Francia nella crociata aragonese. Muore nel 1288.

## Discendenza
La sua prima moglie era Faydide, erede di Odo, signore di Casaubon. La sua seconda moglie era Vacquerie, figlia di Adhémar, signore di Monteil. Dal suo primo matrimonio egli ebbe:
- Jordan V, suo successore
- Indie, sposata a Bertrand, signore di Caumont
- Margaret, sposata a Guy de Comminges

Dal suo secondo matrimonio ebbe:
- Bertrand, signore di Mauvesin, Montagnac, Corbonne, Saint-Paul, Pibrac, Ausun e Lombières
- Joan, sposata al Amalrico II di Narbona
- Thiburge, signora di Pribac, sposata a Gauthier du Fossé, signore di Bramenac, e poi a Bernard IV de Astarac
- Gaucerande, sposata a Stefano Colonna il Vecchio.